# Gante-Wevelgem 1962
La Gante-Wevelgem 1962 fue la 24ª edición de la carrera ciclista Gante-Wevelgem y se disputó el 25 de marzo de 1962 sobre una distancia de 237 km.  
El belga Rik Van Looy (Flandria-Faema-Clement) se impuso en la prueba al imponerse en solitario en la línea de meta. Sus compatriotas Frans Schoubben y Armand Desmet completaron el podio. 

## Clasificación final
| Posición | Ciclista             | Equipo                  | Tiempo    |
| -------- | -------------------- | ----------------------- | --------- |
| 1        | Rik Van Looy         | Flandria-Faema-Clement  | 5h 55'04" |
| 2        | Frans Schoubben      | Peugeot-BP              | a 1'29"   |
| 3        | Armand Desmet        | Flandria-Faema-Clement  | m.t.      |
| 4        | Michel Van Aerde     | Carpano                 | m.t.      |
| 5        | Arthur Decabooter    | Liberia-Grammont        | a 4' 30"  |
| 6        | Tom Simpson          | Gitane-Geminiani-Leroux | m.t.      |
| 7        | Willy Vannitsen      | Wiel's-Groene Leeuw     | m.t.      |
| 8        | Martin Van Geneugden | Flandria-Faema-Clement  | m.t.      |
| 9        | Jean-Baptiste Claes  | Wiel's-Groene Leeuw     | m.t.      |
| 10       | Bastiaan Maliepaard  | Gitane-Geminiani-Leroux | m.t.      |